# Sirwah-Arhab
Sirwah-Arhab és un jaciment arqueològic dels sabeus al Iemen, a 45 km al nord de Sanaa, a les terres de la tribu Arhab prop del límit amb els Banu Zuhayr i el Dhayban; les tres tribus s'hi reuneixen ocasionalment per tractar temes comuns.
Visitada per primer cop per Eduard Glaser el 3 de febrer de 1884, no hi va tornar cap europeu fins al març de 1971 quan hi va estar el soviètic Potr Grjaznevic. Hi va haver un establiment sabeu, anomenat Mdr (Madar) amb un temple anomenat Marbadan. El lloc és esmentat pels geògrafs àrabs. Al-Hasan al-Hamdani hi esmenta 14 castells, alguns en ruïnes. Sirwah vol dir "construcció de grans dimensions" i li fou donat en temps recents.